# Venenosaurus dicrocei
Venenosaurus dicrocei („jedovatý ještěr“) byl druh menšího sauropodního dinosaura z čeledi Brachiosauridae, který žil v období spodní křídy (geologický věk apt až alb, asi před 112 miliony let) na území dnešního státu Utah. Fosilie byly objeveny v sedimentech geologického souvrství Cedar Mountain (člen Poison Strip).

## Objev a popis
V roce 1998 byla v lokalitě zvané "Tony´s Bone Bed" objevena fosilie mláděte a dospělce tohoto dinosaura, holotyp nese označení DMNH 40932 (a jde tedy o exponát Denverského muzea přírodních věd). Formálně byl tento dinosaurus popsán týmem paleontologů, vedeným Virginií Tidwellovou v roce 2001. Rodové jméno odpovídá názvu sedimentů, ve kterých byl objeven ("jedovatý ještěr" - podle Poison Strip Member - doslova vrstvy "jedovatých pruhů"). Druhové jméno je poctou amatérskému sběrateli fosilií Tonymu DiCrocemu, který zkameněliny venenosaura objevil.

## Rozměry
Venenosaurus byl menším sauropodním dinosaurem, jeho přesné rozměry však nejsou známé. Podle nezávislého amerického badatele Gregoryho S. Paula dosahoval tento menší druh celkové délky asi 12 metrů a hmotnosti kolem 6000 kilogramů.

## Systematické zařazení
Podle autorů původní popisné studie byl rod Venenosaurus zástupcem kladu Titanosauriformes a pravděpodobně i čeledi Brachiosauridae. Mohlo se však jednat také o zástupce kladu Laurasiformes. Sesterským taxonem tohoto druhu je evropský rod Tastavinsaurus.